# Liste der Biografien/Cow
Liste der Biografien |
Portal Biografien |
Personensuche
# |
A |
B |
C |
D |
E |
F |
G |
H |
I |
J |
K |
L |
M |
N |
O |
P |
Q |
R |
S |
T |
U |
V |
W |
X |
Y |
Z |
?
 
Ca |
Cb |
Cc |
Ce |
Ch |
Ci |
Cj |
Ck |
Cl |
Cm |
Cn |
Co |
Cr |
Cs |
Ct |
Cu |
Cv |
Cw |
Cy |
Cz
 
Coa–Cod |
Coe–Cok |
Col |
Com |
Con |
Coo–Coq |
Cor |
Cos |
Cot |
Cou |
Cov |
Cow |
Cox |
Coy |
Coz
Die Liste der Biografien führt alle Personen auf, die in der deutschsprachigen Wikipedia einen Artikel haben. Dieses ist eine Teilliste mit 160 Einträgen von Personen, deren Namen mit den Buchstaben „Cow“ beginnt.

## Cow

### Cowa
- Cowan, Barry (* 1974), britischer Tennisspieler
- Cowan, Caylee (* 1998), US-amerikanische Filmschauspielerin
- Cowan, Clyde L. (1919–1974), US-amerikanischer Physiker
- Cowan, Dwayne (* 1985), britischer Sprinter
- Cowan, Edgar (1815–1885), US-amerikanischer Politiker
- Cowan, Edith (1861–1932), australische Sozialreformerin, Kinder- und Frauenrechtlerin
- Cowan, Elliot (* 1976), britischer SchauspielerElliot Cowan (* 1976)

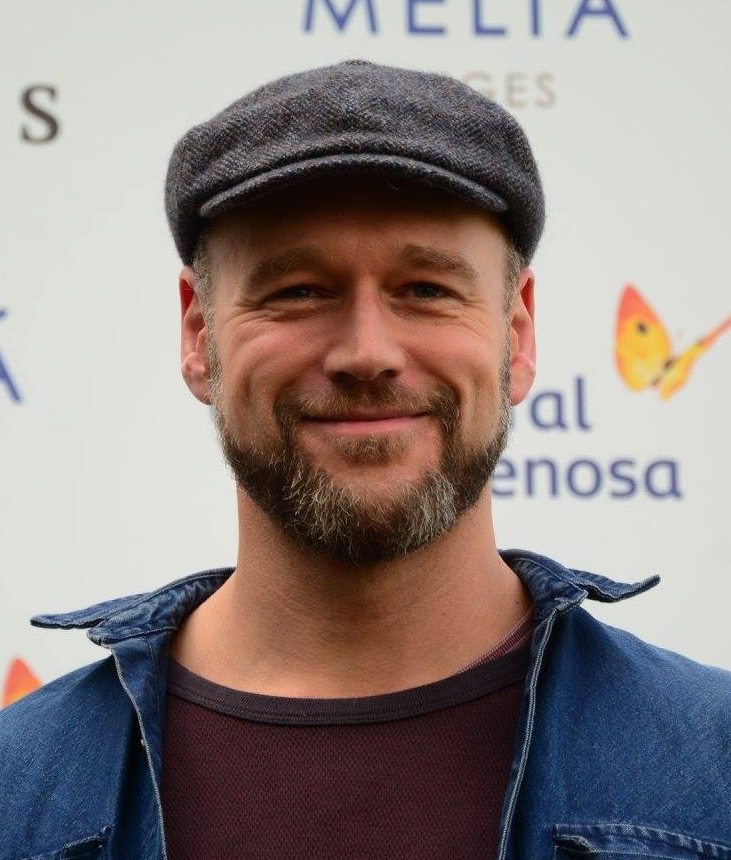
Elliot Cowan (* 1976)

- Cowan, Frank I. (1888–1948), US-amerikanischer Anwalt und Politiker
- Cowan, George (1920–2012), US-amerikanischer Chemiker und Philanthrop
- Cowan, Henry Jacob (1919–2007), australischer Bauingenieur
- Cowan, Jack (1927–2000), kanadischer Fußballspieler
- Cowan, Jacob Pitzer (1823–1895), US-amerikanischer Politiker
- Cowan, Jeff (* 1976), kanadischer Eishockeyspieler und -trainer
- Cowan, Jerome (1897–1972), US-amerikanischer Schauspieler
- Cowan, John (1866–1953), australischer Politiker (Liberal and Country League)
- Cowan, Juliet (* 1974), britische Schauspielerin
- Cowan, Louise (1916–2015), amerikanische Literaturkritikerin
- Cowan, Mo (* 1969), US-amerikanischer Politiker
- Cowan, Nelson (* 1951), US-amerikanischer Psychologe
- Cowan, Paul (* 1947), kanadischer Filmregisseur und Kameramann
- Cowan, Peter (1914–2002), australischer Schriftsteller
- Cowan, Richard (1957–2015), US-amerikanischer Opernsänger (Bassbariton)
- Cowan, Robert (1796–1841), schottischer Rechtsmediziner und Hochschullehrer
- Cowan, Ronnie (* 1959), schottischer Politiker
- Cowan, Ruth Schwartz (* 1941), amerikanische Wissenschafts-, Technologie- und Medizinhistorikerin
- Cowan, Sandy (1879–1915), kanadischer Lacrossespieler
- Cowan, Sarah Eakin (1873–1958), US-amerikanische Malerin und Miniaturmalerin
- Cowan, W. Maxwell (1931–2002), südafrikanischer Neurobiologe
- Cowan, Walter Henry (1871–1956), britischer Admiral im Ersten Weltkrieg
- Cowan, Warren (1921–2008), US-amerikanischer PR-Agent
- Cowans, Gordon (* 1958), englischer Fußballspieler
- Cowans, John (1862–1921), britischer General
- Coward, Barry (1941–2011), britischer Historiker
- Coward, Herbert (1938–2024), US-amerikanischer Schauspieler
- Coward, John (1907–1989), britischer Eishockeyspieler
- Coward, Noël (1899–1973), britischer Schauspieler, Schriftsteller und KomponistNoël Coward (1899–1973)

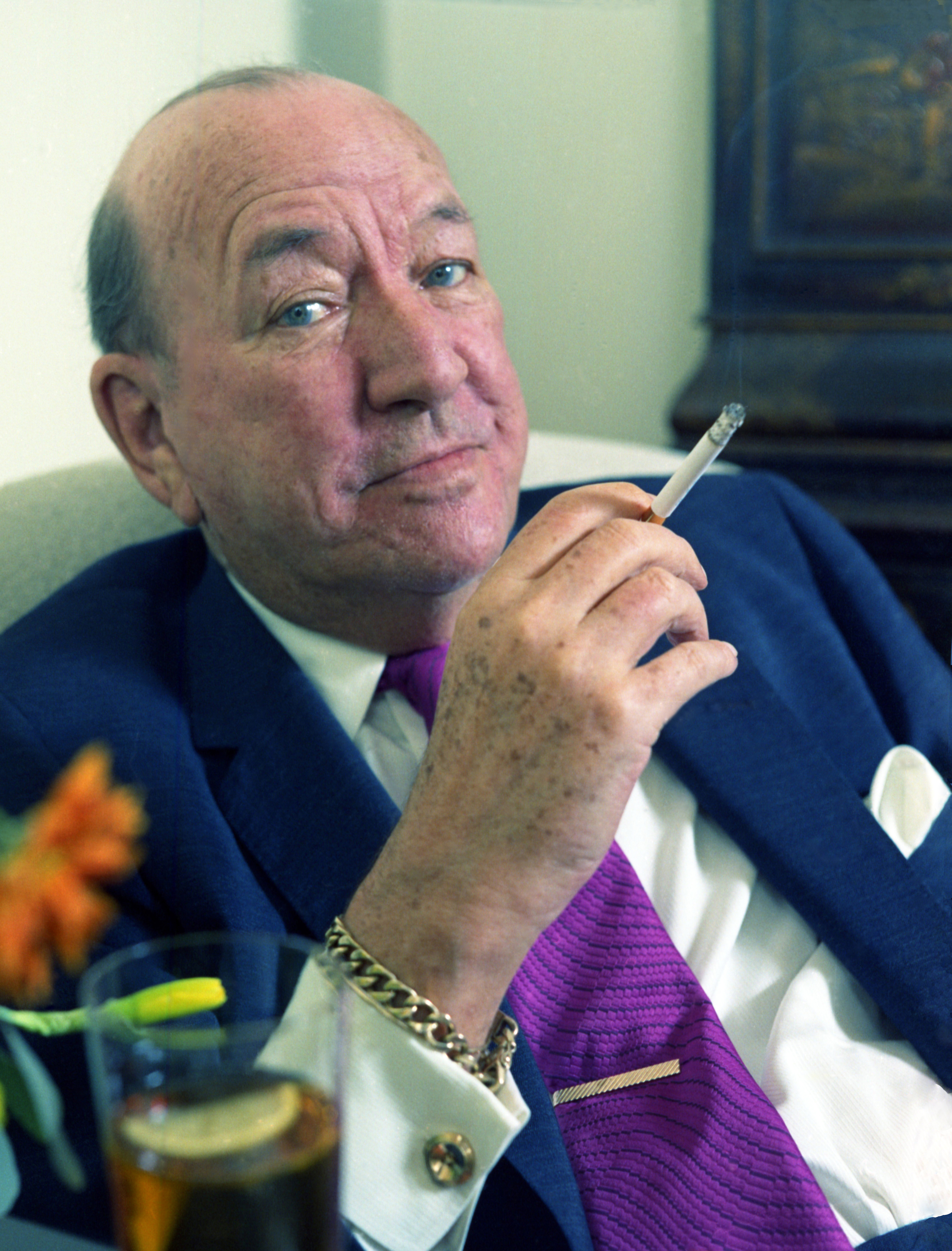
Noël Coward (1899–1973)

- Coward-Holley, Matthew (* 1994), britischer Sportschütze
- Cowart, Dave (* 1941), US-amerikanischer Automobilrennfahrer und Rennstallbesitzer
- Cowart, Harold (1944–2010), US-amerikanischer Bassist
- Cowart, Jessika (* 1999), US-amerikanisch-philippinische Fußballspielerin
- Cowart, Shea (* 1979), US-amerikanische Leichtathletin

### Cowb
- Cowboy Troy (* 1970), US-amerikanischer Countryrapper

### Cowd
- Cowdell, Patrick (* 1953), britischer Boxer
- Cowderoy, Cyril Conrad (1905–1976), englischer Geistlicher und Erzbischof von Southwark
- Cowdery, Chuck K., US-amerikanischer Autor und Anwalt
- Cowdery, Oliver (1806–1850), Mitbegründer der Mormonenbewegung
- Cowdin, John Cheever (1889–1960), US-amerikanischer Bankier
- Cowdrey, Anne, 14. Lady Herries of Terregles (1938–2014), britische Peeress und Politikerin (parteilos)
- Cowdrey, Matthew (* 1988), australischer Schwimmer und Politiker

### Cowe
- Cowe, Isabel (1867–1931), schottisch-britische Suffragette
- Cowell, Brendan (* 1976), australischer Schauspieler und Drehbuchautor
- Cowell, Cade (* 2003), US-amerikanischer Fußballspieler
- Cowell, Colton (* 1997), US-amerikanischer Volleyballspieler
- Cowell, Cressida (* 1966), britische Kinderbuchautorin
- Cowell, Frank, britischer Ökonom
- Cowell, Henry (1897–1965), US-amerikanischer Komponist
- Cowell, Philip Herbert (1870–1949), britischer Astronom
- Cowell, Robert (1924–1960), US-amerikanischer Schwimmer
- Cowell, Roberta (1918–2011), britische Rennfahrerin
- Cowell, Sidney Robertson (1903–1995), US-amerikanische Ethnografin und Anthropologin
- Cowell, Simon (* 1959), britischer Musik- und FilmproduzentSimon Cowell (* 1959)

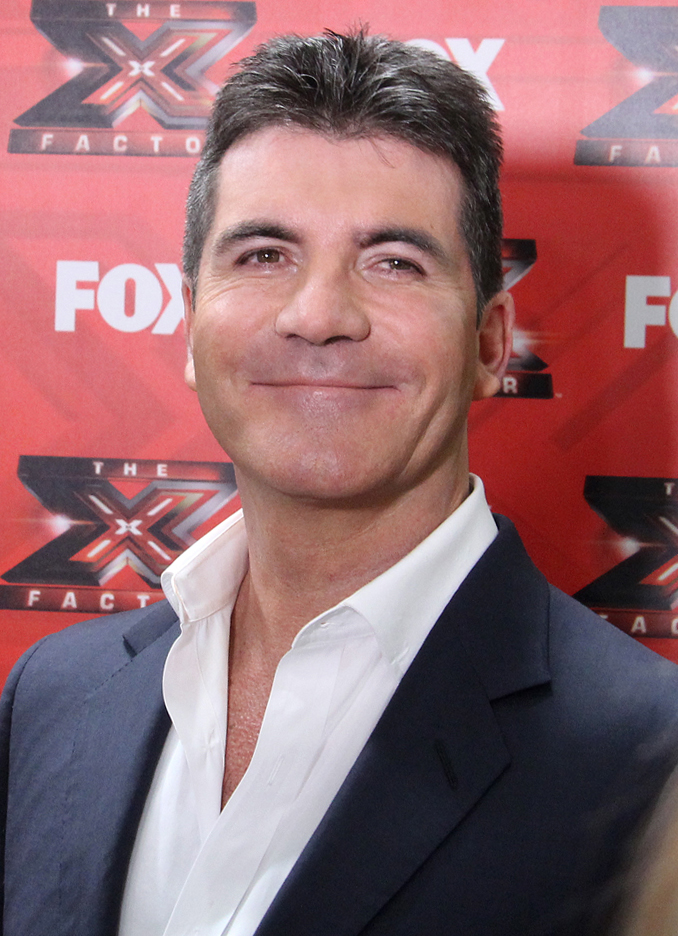
Simon Cowell (* 1959)

- Cowell, Stanley (1941–2020), US-amerikanischer Jazzpianist und Komponist
- Cowell, Tony (* 1950), britischer Journalist
- Cowen, Abigail (* 1998), US-amerikanische Schauspielerin
- Cowen, Barry (* 1967), irischer Politiker
- Cowen, Benjamin R. (1831–1908), US-amerikanischer Redakteur, Offizier und Politiker
- Cowen, Benjamin S. (1793–1869), US-amerikanischer Politiker
- Cowen, Bernard (1932–1984), irischer Politiker (Fianna Fáil)
- Cowen, Brian (* 1960), irischer Politiker
- Cowen, Elise (1933–1962), US-amerikanische Dichterin der Beat Generation
- Cowen, Frederic Hymen (1852–1935), englischer Komponist, Pianist und Dirigent
- Cowen, Jared (* 1991), kanadischer Eishockeyspieler
- Cowen, Jeff (* 1966), US-amerikanischer Fotograf
- Cowen, Jennifer (* 1991), britische Wasserspringerin
- Cowen, John Kissig (1844–1904), US-amerikanischer Politiker
- Cowen, Joseph (1868–1932), Zionist
- Cowen, Myron M. (1898–1965), US-amerikanischer Diplomat und Rechtsanwalt
- Cowen, Robert, britischer Pokerspieler
- Cowen, Tyler (* 1962), US-amerikanischer Wirtschaftswissenschaftler und Blogger
- Cowen, Zelman (1919–2011), australischer Jurist, Politiker und Generalgouverneur Australiens
- Cowens, Dave (* 1948), US-amerikanischer Basketballspieler und -trainer
- Cowern, Dianna (* 1989), amerikanische Youtuberin und Wissenschaftskommunikatorin

### Cowg
- Cowger, William O. (1922–1971), US-amerikanischer Politiker
- Cowgill, Calvin (1819–1903), US-amerikanischer Politiker

### Cowh
- Cowher, Bill (* 1957), US-amerikanischer American-Football-Spieler und -Trainer, Sportmoderator
- Cowherd, William S. (1860–1915), US-amerikanischer Politiker
- Cowhig, William (1887–1964), britischer Turner

### Cowi
- Cowick, Bruce (* 1951), kanadischer Eishockeyspieler
- Cowie, Alex (* 1947), englische Squash- und Tennisspielerin
- Cowie, Bessie Lee (1860–1950), australisch-neuseeländische Aktivistin der Woman’s Christian Temperance Union in verschiedenen Ländern, Sozialreformerin, Rednerin, Dozentin und Publizistin
- Cowie, Don (* 1983), schottischer Fußballspieler und -trainer
- Cowie, Donald (* 1962), neuseeländischer Segler
- Cowie, Doug (1926–2021), schottischer Fußballspieler und -trainer
- Cowie, Eliza (1835–1902), neuseeländische Kirchen-, Sozial- und Gemeindearbeiterin
- Cowie, Genevieve (* 1995), australische Leichtathletin
- Cowie, Helen Stephen (1875–1956), neuseeländische Ärztin
- Cowie, Jane (* 1962), australische Glaskünstlerin
- Cowie, Lennox (* 1950), britischer Astronom
- Cowie, Robert (* 1967), kanadischer Eishockeyspieler
- Cowie, Stuart (* 1974), schottischer Squashspieler
- Cowie, William Clark (1849–1910), schottischer Ingenieur, Direktor der British North Borneo Company
- Cowings, Marion (* 1946), US-amerikanischer Jazz-Sänger
- Cowings, Patricia (* 1948), amerikanische Raumfahrt-Psychophysiologin

### Cowk
- Cowkeeper (1710–1783), Seminolen-Häuptling

### Cowl
- Cowl, Darry (1925–2006), französischer Schauspieler, Komödiant und Musiker
- Cowl, Jane (1883–1950), US-amerikanische Schauspielerin und Drehbuchautorin
- Cowl, Richard (1922–2011), US-amerikanischer Schauspieler
- Cowler, Jim (1898–1964), deutscher Schlager- und Filmkomponist
- Cowles, Alfred Hutchinson (1858–1929), US-amerikanischer Chemiker und Unternehmer
- Cowles, Charles H. (1875–1957), US-amerikanischer Politiker
- Cowles, George W. (1823–1901), US-amerikanischer Jurist und Politiker
- Cowles, Graham S. (1931–2024), britischer Ornithologe und Paläornithologe
- Cowles, Henry B. (1798–1873), US-amerikanischer Jurist und Politiker
- Cowles, Henry Chandler (1869–1939), US-amerikanischer Botaniker und Vegetationskundler
- Cowles, Jules (1877–1943), US-amerikanischer Schauspieler
- Cowles, Matthew (1944–2014), US-amerikanischer Schauspieler und Dramatiker
- Cowles, Virginia (1910–1983), britische Journalistin und Schriftstellerin
- Cowles, William H. H. (1840–1901), US-amerikanischer Politiker
- Cowley, Abraham (1618–1667), englischer Dichter
- Cowley, Bill (1912–1993), kanadischer Eishockeyspieler
- Cowley, Gillian Margaret (* 1955), simbabwische Hockey-Spielerin
- Cowley, Jerry (* 1952), irischer Politiker, Arzt und Rechtsanwalt
- Cowley, John (1905–1993), britischer General
- Cowley, Leonard Philip (1913–1973), US-amerikanischer römisch-katholischer Geistlicher, Weihbischof in Saint Paul and Minneapolis
- Cowley, Malcolm (1898–1989), amerikanischer Schriftsteller, Dichter, Journalist und Literaturkritiker
- Cowley, Mike (* 1941), britischer Radrennfahrer
- Cowley, Neil (* 1972), britischer Jazzmusiker (Piano, Komposition)
- Cowley, Patrick (1950–1982), US-amerikanischer Disco-Musiker und Musikproduzent
- Cowley, Rhydian (* 1991), australischer Geher
- Cowley, Roger (1939–2015), britischer Physiker
- Cowley, Russell (* 1983), britischer Eishockeyspieler
- Cowley, Sarah (* 1984), neuseeländische Siebenkämpferin, Hochspringerin und Hürdenläuferin
- Cowley, Steven (* 1951), britischer Physiker
- Cowley, William, englischer Bukanier
- Cowling, Bruce (1919–1986), US-amerikanischer Schauspieler
- Cowling, Richard M. (* 1955), südafrikanischer Biologe und Botaniker
- Cowling, Thomas George (1906–1990), britischer Astronom und Mathematiker
- Cowlishaw, Michael F., britischer Informatiker
- Cowlishaw, William Harrison (1869–1957), britischer Architekt

### Cowp
- Cowper, Bob (1940–2025), australischer Cricketspieler
- Cowper, Charles (1807–1875), australischer Politiker und fünfmaliger Premier von New South Wales
- Cowper, Edward Alfred (1819–1893), britischer Ingenieur
- Cowper, Frank Cadogan (1877–1958), englischer Künstler, der als „der letzte der Pre-Raphaeliten“ bezeichnet wurde
- Cowper, Frederick Augustus Grant (1883–1978), US-amerikanischer Romanist und Mediävist
- Cowper, Gerry (* 1958), britische Schauspielerin
- Cowper, Henry Swainson (1865–1941), britischer Landbesitzer, Autor und Antikensammler
- Cowper, Leopold Copeland Parker (1811–1875), US-amerikanischer Politiker und Jurist
- Cowper, Mary (1685–1724), englische Hofdame
- Cowper, Nicola (* 1967), britische Schauspielerin
- Cowper, Richard (1926–2002), britischer Schriftsteller und Science-Fiction-Autor
- Cowper, Steve (* 1938), US-amerikanischer Politiker
- Cowper, William (1666–1709), englischer Chirurg und Anatom
- Cowper, William (1731–1800), englischer DichterWilliam Cowper (1731–1800)

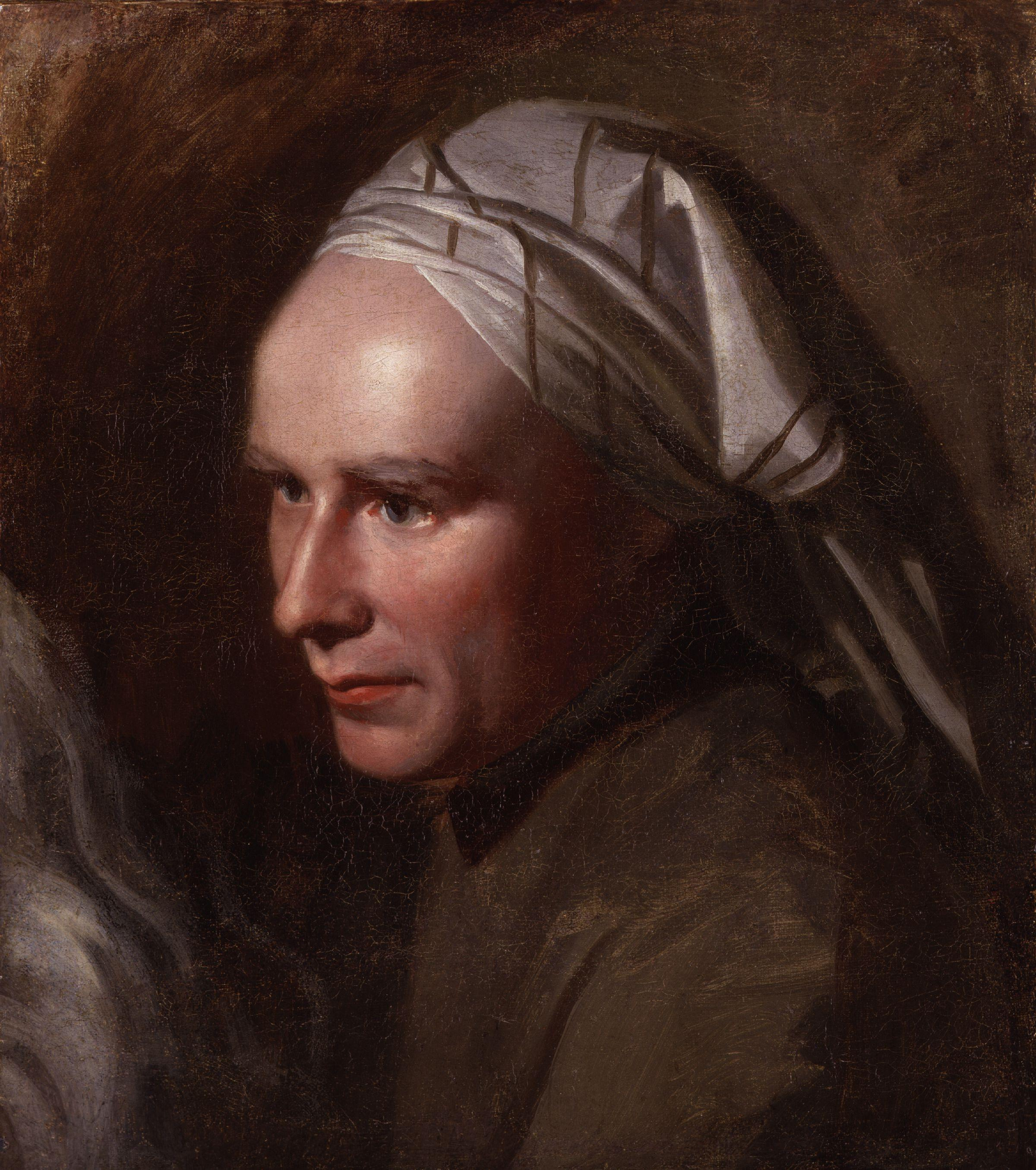
William Cowper (1731–1800)

- Cowper, William, 1. Earl Cowper (1665–1723), britischer Rechtsanwalt, Politiker und Lordkanzler
- Cowper-Temple, William, 1. Baron Mount Temple (1811–1888), britischer Politiker der Liberal Party, Mitglied des House of Commons und Peer
- Cowperthwaite, Cameron (* 1992), amerikanischer Schauspieler
- Cowperthwaite, Gabriela (* 1971), US-amerikanische Filmregisseurin und Drehbuchautorin
- Cowperthwaite, Gordon († 1998), kanadischer Wirtschaftsprüfer

### Cows
- Cowsill, Barry (* 1954), US-amerikanischer Musiker
- Cowsill, William (1948–2006), US-amerikanischer Musiker